# Ópera de baladas

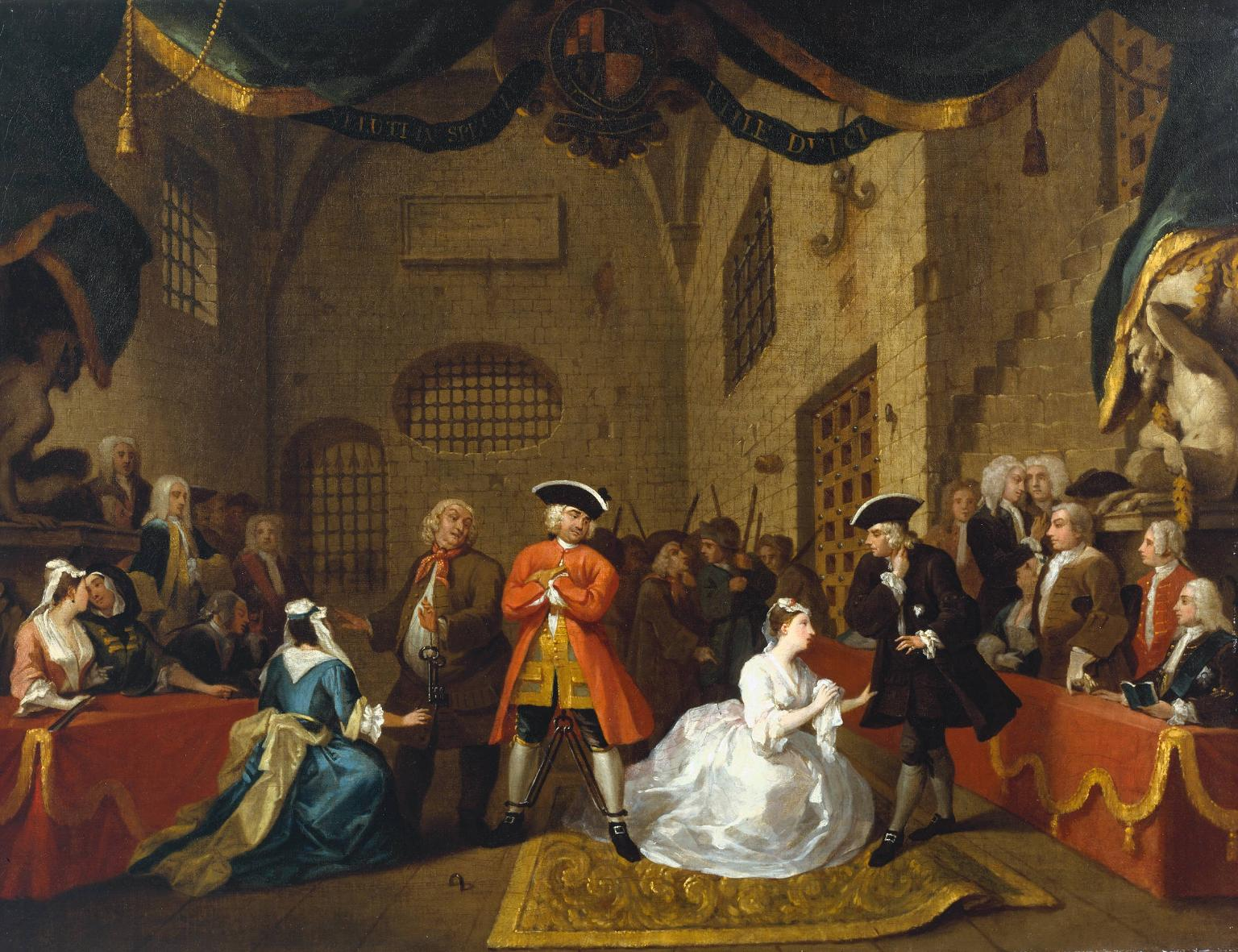
Representación gráfica de un espectáculo de ópera de baladas.

Ballad opera (Ópera de baladas) es un subgénero de la ópera, parodia de la ópera italiana. En ella, el diálogo hablado se alterna con canciones bien conocidas de distintos orígenes (ópera seria, melodías folclóricas, tonadas populares). Se considera precedente de géneros como el singspiel o la opereta.
Tuvo una vida efímera en el siglo XVIII inglés, siendo su primer y máximo ejemplo la obra de John Gay y Johann Christoph Pepusch The Beggar's Opera.
- Datos: Q119272